# Тисяча вікон
«Тисяча вікон» — радянський чорно-білий художній фільм 1967 року, знятий на кіностудії «Білорусьфільм».

## Сюжет
На Ленінських горах в Москві підноситься громаддя університету. Якщо дивитися на нього з боку, в очі кидаються тисячі вікон. З усього Радянського Союзу, з усіх континентів світу приїжджають сюди тисячі юнаків і дівчат. Тут стикаються і долі героїв фільму: білоруського хлопця Андрія, бельгійця Альберта і африканця Жюля, заочно засудженого в своїй країні до смертної кари.

## У ролях
- Валерий Погорельцев — Андрій Васильонок, студент-геолог
- Алла Чернова — Марина, студентка-математик
- П. Йоро Діалло — Жюль, студент-африканець
- Ана Вінья — Росита, студентка
- Бернхард Штефан — Альберт Тіссо, бельгієць, студент біологічного факультету
- Олексій Ейбоженко — Сергій Андрєєв, студент
- Раїса Куркіна — Ніна Георгіївна Черепанова
- Костас Діань — епізод
- Омі Крішна — епізод
- Феліпе Бернаса — епізод
- Айзік Айхевба — епізод
- Анатолій Єлізаров — епізод
- Архона Оспехо — епізод
- Віталій Білецький — музикант
- Варвара Черкесова — секретар деканату
- Ю. Оксанченко — епізод
- Ервін Кнаусмюллер — дипломат
- Гліб Плаксін — епізод
- Володимир Цопп — дипломат ООН
- Борис Горлицький — епізод

## Знімальна група
- Режисери-постановники — Олексій Спєшнєв, Володимир Роговий
- Сценарист — Олексій Спєшнєв
- Оператор-постановник — Андрій Булинський
- Композитор — Лев Солін